# 热尔梅娜·塔耶费尔

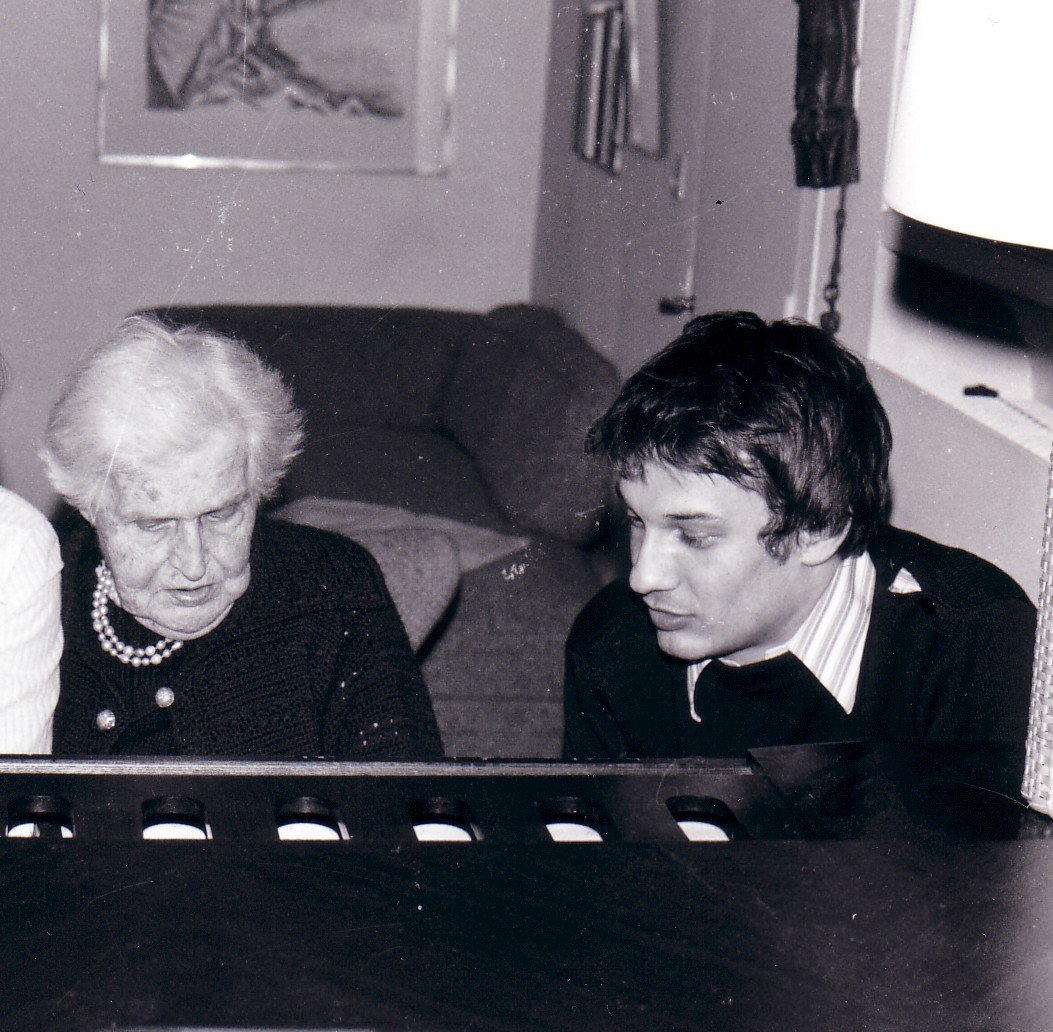
晚年的热尔梅娜·塔耶费尔（左）与竖琴演奏家马里奥·哈库瓦尔德

热尔梅娜·塔耶费尔（法語：Germaine Tailleferre，法語發音：[ʒɛʁmɛn tajfɛʁ]；1892年4月19日—1983年11月7日），法国作曲家，六人团中唯一的女性成员。姓氏原作“Taillefesse”（塔耶费斯），因为与不支持自己学音乐的父亲抗争，她将姓氏改为“Tailleferre”（塔耶费尔）。从母亲学习钢琴后入巴黎音乐学院。在漫长的一生中，她创作了各种体裁的音乐作品。两次婚姻中，她的丈夫都阻挠她作曲，令她的音乐灵感大打折扣。